# 2橋結び目

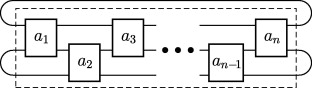
2橋結び目の回路図的な表示

数学の結び目理論の分野において2橋結び目とは、z軸座標から得られる自然な高さ関数が、2つの極大値と極小値を持つようにイソトピー変形できる結び目のことをいう。橋数が2（非自明な結び目の中で最小の橋数）である結び目と定めても同値である。
2橋結び目は有理結び目、4-plats、Viergeflechte（ドイツ語: 4つの組み紐）とも呼ばれる。2橋絡み目は上記と同様に定義され、結び目でないならば絡み目の成分数は2で、各成分は1つの最大点と最小点を持つことになる。2橋結び目はシューベルトによって分類された。分類には、2橋結び目で分岐する3次元球面上の2重分岐被覆はレンズ空間である、という事実が用いられた。
有理結び目、有理絡み目という名称は、コンウェイによって作り出された。彼は両者を有理タングルの分子閉包から得られる結び目として定義した。

## 参照
- Horst Schubert: Über Knoten mit zwei Brücken, Mathematische Zeitschrift 65:133–170 (1956).
- Louis H. Kauffman, Sofia Lambropoulou: On the classification of rational knots, L' Enseignement Mathématique, 49:357–410 (2003). preprint available at arxiv.org (Archived 2009-05-14).
- コーリン・C. アダムス（英語版） 著、金信 泰造 訳『結び目の数学―結び目理論への初等的入門』培風館、1998年。ISBN 978-4563002541。